# توربو سي++
توربو سي++ (بالإنجليزية: Turbo C++)‏ هو مصرف وبيئة تطوير متكاملة للغة سي++ طور في الأصل من قبل شركة بورلاند. وفي الآونة الأخيرة بدأت شركة امباركاديرو تكنولوجيز توزيعه، والتي استحوذت على كل أدوات مصرف بورلاند بعد شرائها لقسم كودجير من بورلاند في عام 2008.
في 5 سبتمبر من عام 2006 صدر توربو سي++ 2006 وكان متوفرا بنسختين الأولى مجانية والثانية مدفوعة. وفي أكتوبر 2009 اوقفت شركة امباركاديرو تكنولوجيز دعمها لإصدارات توربو سي++ 2006. وعليه لم يعد ممكنا تحميل النسخة المجانية أو شراء النسخة المدفوعة وتم استبدال توربو سي++ ببرنامج سي++ بيلدر.